# コルシカ独立戦争

「ムーア人の頭」を記章とするパオリのコルシカ共和国の旗

コルシカ独立戦争（コルシカどくりつせんそう, 仏: Les Guerres d'indépendance corses）は、1729年12月にジェノヴァ共和国に抵抗する農民反乱が起こったのを契機に、1769年6月までの40年間にわたって、コルシカ人が周辺諸外国の干渉と戦った独立戦争である。別名で40年戦争とも言い、啓蒙思想家ジャン＝ジャック・ルソーが「ヨーロッパで唯一、立法可能な国」としてコルシカ島を名指しして有名になり、後には自身でも憲法草案を起草するなどしたことからコルシカ革命（La Révolution Corse）とも呼ばれる。
ジェノヴァとの闘争は、途中にテオドール・ド・ノイホフのコルシカ王国の成立を挟むが、ジェノヴァから領有権を購入したフランス王国の侵攻により相手を変え、第4次蜂起で成立したコルシカ共和国に対して2度目のフランスの侵攻があり、ポンテ・ノーヴォの戦いに敗れたコルシカはフランスに併合された。

## 背景

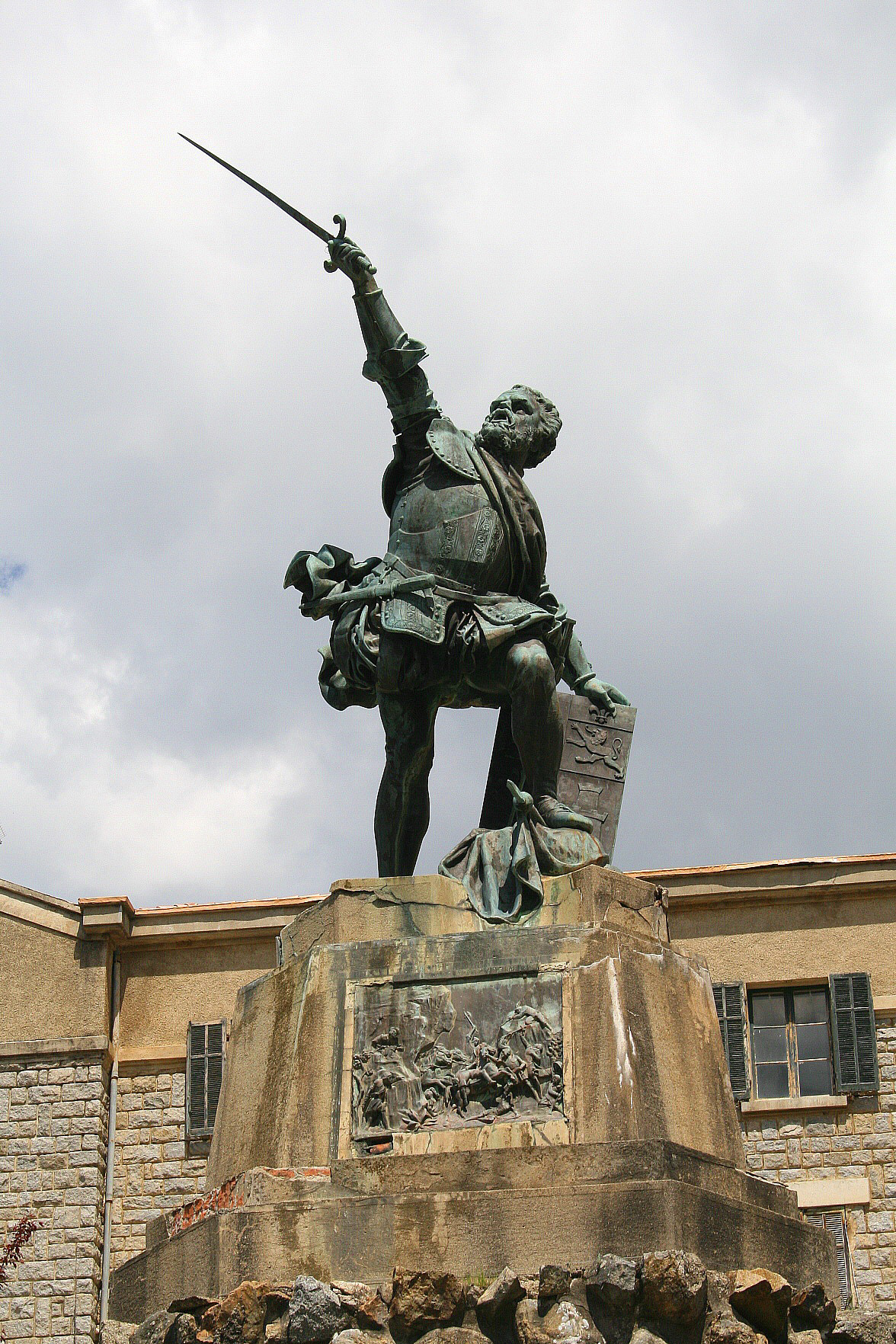
バスティアにあるサンピエーロ・コルスの銅像

地中海にあるコルシカ島は、周辺諸国の係争地であり、古くはヴァンダル族や東ゴート族から、ヴァイキングやムーア人など、様々な侵略者を経験した。1195年にジェノヴァ共和国の植民地となり、サン・ジョルジョ銀行による支配は5世紀に及んだが、その間にジェノヴァの都市領邦は衰退していった一方で、コルシカでは島民が共有する言語・文化といったアイデンティティが、徐々に形成されていった。ただしこれは不完全なもので、北部・バスティアを中心とするロマンス諸語文化圏、中部・アジャクシオを中心とするトスカーナ語文化圏、南部・ボニファシオを中心とするサルデーニャ語文化圏の3つに分かれていて、これが結局はコルシカ人の一体化を阻み、国民意識の形成を阻害することになった。
一方、コルシカ島はヨーロッパの国際外交にも翻弄された。イタリア戦争に中立だったジェノヴァが巻き込まれたことで、1553年、コルシカ島にフランス・オスマン帝国の連合軍が上陸した。ジャノヴァは組織的抵抗ができずに北部の都市は戦わずに降伏し、南部の都市はオスマン軍の激しい略奪を受けた。フランスの部分支配は1559年まで続き、コルテを中心に親フランス派を服従させていたが、結局、カトー・カンブレジ条約で島がジェノヴァに返還されることになって、撤兵した。
再びジェノヴァに支配権が戻ると、彼らはフランスに協力した敵性住民を弾圧し、反乱の芽を摘むべく圧制を敷くようになった。それで1564年、先の戦争でフランス軍指揮官の1人だったコルシカ人のサンピエーロが百数十名の仲間と帰国して反乱を起こした。これをサンピエーロの乱（第1次蜂起）と呼ぶ。反乱はゲリラ戦となって長期化したが、サンピエーロが妻を絞殺したことの報復殺人（）で身内に暗殺され、指導者を失って終息した。
反乱後の荒廃したコルシカからサン・ジョルジュ銀行が手を引くと、比較的緩やかな間接統治のもと、約160年間のジェノヴァの平和という時代が到来したが、この平和な時代に島にも啓蒙思想が広まって、次なる蜂起の下地を形成した。

## 歴史
1729年12月、コルテで徴税を巡る些細なトラブルを切っ掛けにして農民反乱（第2次蜂起）が起きた。暴徒は治安部隊を撃退してバスティアで略奪を働き、以後、40年間続く騒乱が始まった。ジェノヴァはすでに衰退して、反乱を軍事的に鎮圧する力はなかったので、ハプスブルク家のカール6世に派兵を依頼した。蜂起側は聖職者の仲介で混乱を鎮めると、自治組織（12人委員会）を創って1730年に革命評議会を召集し、3名の代表を選んでジェノヴァと交渉させ、譲歩を勝ち取った。

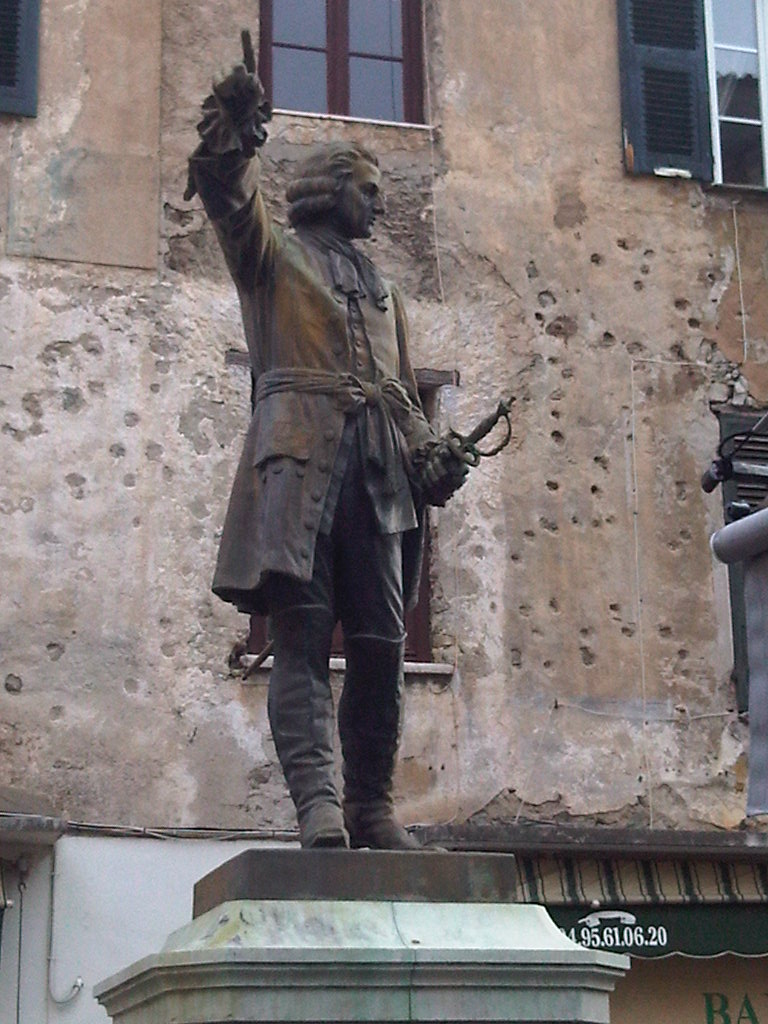
コルテにあるガッフォーリの銅像

コルシカは独立に向かって歩き出した。国体は王制とするべきという意見が多かったが、国王としてふさわしい人物が島内にはいなかった。近隣のナポリやシチリア、サルデーニャの国王を兼ねていたスペイン国王カルロス3世にコルシカ国王にもなってくれるように要請したが、外交情勢を鑑みて、拒否された。国王のなり手がなく困っていたときに、1736年3月、テオドール・ド・ノイホフという一介の山師があらわれて国王として迎えられた。彼はテオドール1世を名乗ったが、貧しいコルシカに失望して、数名の摂政を任命して島の統治を任せた後、11月には島を離れ、二度と戻らなかった。しかしコルシカ王国は形の上ではヨーロッパ初の憲法を持つ立憲君主制国家となった。
1737年、地中海制覇を目指すフランスは、ヴェルサイユ宮殿にジェノヴァの大使を呼び、独立の動きをみせたコルシカ島への武力干渉を打診した。ジェノヴァの了承を得て同盟を結んだことから、フランスは派兵を決定し、ボワシュー伯爵が率いる3,000名がコルシカに上陸した。しかし最初の干渉は、ルイージ・ジャッフェーリ 、ジャチント・パオリ、ルーチェ・ドルナノといった摂政の抵抗に遭い、司令官の病死もあって1738年に挫折した。4ヶ月後、新たな増援4,000名と共に新司令官として武名名高いマイユボワ侯爵が到着すると、フランス軍は巻き返し、ゲリラ戦で抵抗するコルシカ勢は次第に鎮圧され、コルテに追い詰められた。コルテは降伏し、摂政たちは捕らえられたが、ジェノヴァへは引き渡さずに、ナポリへの追放が命じられた。
1740年、オーストリア継承戦争が起こると、フランスの関心はコルシカを離れた。マイユボワ元帥もイタリア戦線に向かった。フランスとジェノヴァの支配は沿岸部のみに限られ、コルテはジョヴァン・ペトル・ガッフォーリが率いる独立派によって支配された。この間隙を突いてリヴァローラというコルシカ人の導きで、1745年、イギリス・サルデーニャ・オーストリア連合軍がバスティアを占領した。リヴァローラはサルデーニャ王に仕えていたので、ガッフォーリは警戒して共闘しなかった。しばらくして連合軍が撤兵するとジェノヴァはバスティアを奪回した。ジェノヴァは再び激しい弾圧を行った。しかし1746年からジェノヴァ市は二度に渡ってオーストリア軍によって包囲され、本国が危機に陥った。この好機にガッフォーリらは蜂起（第3次蜂起）して各地を解放した。1751年、ガッフォーリは全権を掌握して、事実上の元首となる「将軍」という地位に就任したが、1753年にジェノヴァが送った刺客によって暗殺された。

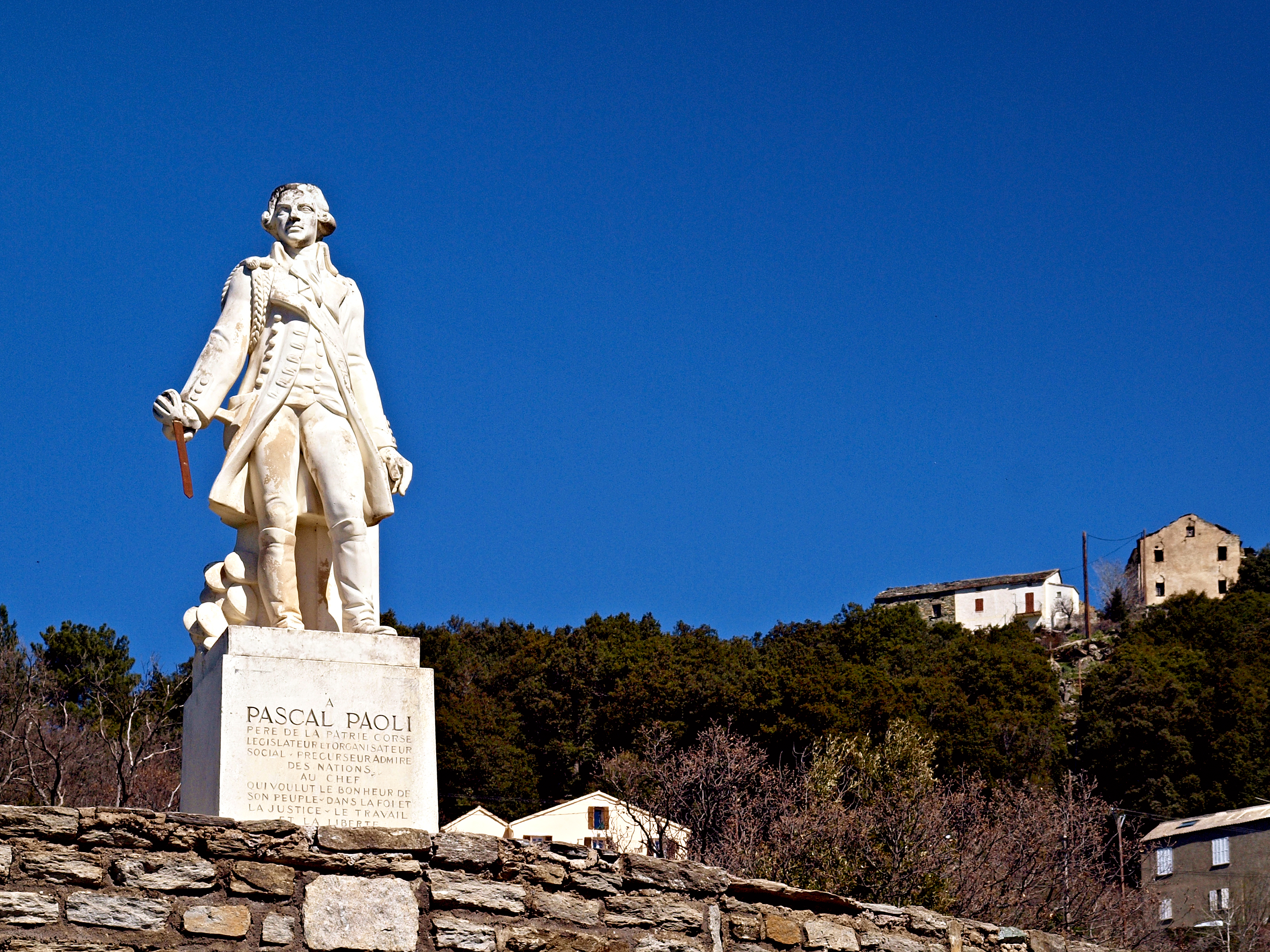
モロザーリアにあるパスクワーレ・パオリの銅像

1755年、パスクワーレ・パオリが亡命先から帰国した。パオリは将軍の地位を継承し、コルテ評議会に憲法草案を承認させた。この憲法はルソーを大いに刺激し、パオリの側近の依頼で別の憲法草案を執筆するに至る。その後、パオリはコルシカ共和国を宣言し、コルシカの独立派を再統合しつつ、破綻した島の経済を再建しようとした。ところが1768年のヴェルサイユ条約で借金返済に困ったジェノヴァはコルシカをフランスに譲渡した。パオリはこの条約の非を評議会で訴えて、喝采を受け、屈辱であるとしてフランスに宣戦布告し、全島に警戒を発した（第4次蜂起）。
フランスは2回目のコルシカ侵攻を開始した。パオリはボルゴで小さな勝利を収めたが、フランス軍の司令官がド・ヴォー伯爵に代わると総勢5万名の侵攻軍に追い詰められ、山間部に逃げ込む。1769年5月7日、ポンテ・ノーヴォの戦いで大敗して、首都コルテを放棄し、逃走。再びゲリラ戦に移行するが、パオリはポルト・ヴェッキからイギリス船に乗って亡命することになった。ド・ヴォーは6月21日までにコルシカ全土を制圧した。40年の長きにわたり続いたコルシカ独立戦争は、パオリの亡命によって事実上、終結した。
1770年、コルシカは正式にフランスに併合されて、その県となった。総督となったマルブフ伯爵は宥和政策（ないし同化政策）を進め、親仏派となったコルシカ人を優遇した。ナポレオン・ボナパルトの父親シャルル・マリ・ボナパルトはフランス側に転向して、マルブフとは個人的な親交を持つようになった１人で、彼がフランス貴族の資格を得たことで、ナポレオンはフランス国籍を持ち、フランス本土の貴族の士官学校へ入ることを許されることになった。些細なことであったが、後世から見れば、これは結果的に皇帝ナポレオンを誕生させることになったという意味でヨーロッパの歴史及び世界の歴史を変える出来事になった（特に現代に続く、政治の基本原則の誕生及び普及）。